# Yahoo! Movies
Yahoo! Movies (ранее Upcoming Movies), представленный Yahoo! — дом для большой коллекции информации о фильмах, прошлых и новых релизах, трейлерах и клипах, кассовой информации, а также о времени показах и информации о кинотеатрах. «Yahoo! Movies» также включает в себя фотографии на красной ковровой дорожке, галереи актёров и производственные кадры. Пользователи могут читать отзывы критиков, писать и читать отзывы других пользователей, получать персонализированные рекомендации по фильмам, покупать билеты в кино онлайн, а также создавать и просматривать списки любимых фильмов других пользователей.

## Специальная информация
«Yahoo! Movies» посвящает особое освещение премии «Оскар» специальным сайтом «Оскар». Сайт «Оскар» включает в себя статьи, освещение шоу, список крупных победителей вечера, фотографии, видео и опросы.
С 2002 по 2007 год «Yahoo! Movies» был домо для обзоров предстоящих фильмов Грега, улучшенной версии сайта «Upcomingmovies.com», написанной её создателем Грегом Дином Шмитцем.
«Yahoo! Movies» также выпускает специальные руководства, такие как «Summer Movie Guide», который содержит информацию об основных выпусках лета с эксклюзивными трейлерами и клипами, фотографиями, кассовой информацией, опросами и уникальным редакционным контентом.
Кроме того, «Yahoo! Movies» объединился с MTV, чтобы разместить специальный сайт для премии «MTV Movie Awards», на котором будет представлена информация о шоу и раздел, где пользователи могут представить оригинальные короткометражные фильмы, пародируя прошлогодние фильмы, чтобы получить шанс выиграть новую награду, «Best Movie Spoof».

## Ключевые даты
- 12 мая 1998 — Yahoo! анонсирует запуск «Yahoo! Movies»[7].
- 25 мая 2005 — «Yahoo! Movies» выпускает персонализированные рекомендации по фильмам[8].
- 4 июля 2022 — Yahoo! объявляет о закрытии Yahoo! Movies.